# 放送番組審議会
放送番組審議会（ほうそうばんぐみしんぎかい）は、放送事業者が設置する放送番組審議機関である。「（放送）番組審議委員会」という名称を使う事業者もある。

## 概要
放送法第6条第1項に放送番組の適正を図るため、放送番組審議機関の設置が義務づけられている。但し、基幹放送事業者の内、同法第8条及び総務省令放送法施行規則第7条第1項第7号によりギャップフィラー用中継局、同法同条及び同規則同条第2項により臨時目的放送局、同法第88条により放送大学学園には、および同法第146条により届出一般放送事業者には設置を要しない。ケーブルテレビに関しては難視聴地域解消対策目的でテレビジョン放送を同時再送信するのみの事業者は対象外であるが、自主放送も併せて行っている事業者に関しては設置の義務がある。審議機関は同法第7条第3項の条件を満たせば、複数の放送事業者が共同して置くことができる。なお、設置が義務づけられる事業者は番組基準の制定も要し、放送番組の自律的な編集も求められる。
日本放送協会（NHK）については同法第82条第1項により、
- 国内基幹放送について
  - 中央放送番組審議会（全国放送番組を対象）
  - 地方放送番組審議会（地域放送番組を対象）
- 国際放送（NHKワールド）及び協会国際衛星放送（NHKワールドTV）について
  - 国際放送番組審議会

を置くこととしている。地方放送番組審議会は、放送法施行令第6条で定められた8地域ごとに設置されている。
放送法第6条第4項により、放送事業者は、審議会からの答申・意見を尊重して必要な措置と報告を行わなければならない。また、放送法施行規則第4条第1項から第3項により、出席者と議題・審議の概要等を自社の放送、書面の事務所への備置き、または新聞掲載その他の方法により公開することが義務づけられている。これらは、自局ウェブサイトや自己批評番組で公開されることも多い。基幹放送以外の事業者に関しては規制が緩やかになっており、総務省などに対して、審議会の設置や開催の報告を求めていない場合もある。

## 歴史
- 1953年（昭和28年）　放送番組の“低俗化”への批判の高まりから、日本民間放送連盟内に『放送基準審議会』を設置。
- 1957年（昭和32年）　衆議院逓信委員会において、田中角栄郵政大臣が『放送番組審議会』構想を表明。
- 1958年（昭和33年）　日本民間放送連盟内に『民間放送番組審議会』を設置。
- 1959年（昭和34年）　放送法改正[2]により、NHKおよび一般放送事業者（当時は、民間放送事業者を意味する。）に設置が義務づけられた。
- 1973年（昭和48年）　有線テレビジョン放送法が施行[3]され、有線テレビジョン放送事業者（テレビジョン放送を同時再送信するのみの事業者は除く）に設置が義務づけられた[1]。
  - 自主放送を行うケーブルテレビ事業者に設置が義務づけられた[1]。
- 1985年（昭和60年）　郵政省より各局に過剰な性表現を含む深夜番組の自粛要請が送られ、各局・審議会より公権力の不当な介入との声が上がる。
- 1988年（昭和63年）　審議会の答申・意見の公表が義務づけられた。また、放送大学学園には設置を要しないとされた[4]。
- 1997年（平成9年）　審議概要の公表・答申への対応の報告が義務づけられた[5]。
- 2002年（平成14年）　電気通信役務利用放送法が施行され、電気通信役務利用放送事業者に設置が義務づけられた。
- 2011年（平成23年）　前年の放送法改正[6]及びこれに基づく放送法施行規則改正[7]により基幹放送事業者（一部を除く。）および登録一般放送事業者に設置が義務づけられた。

## 構成
- 委員は学識経験者で構成され、事業者によって任命される。
- 委員の数は、放送法第7条第1項及び放送法施行規則第6条により、テレビジョン基幹放送の放送事業者は7人以上、それ以外は5人以上とされる。NHKについては放送法第82条第3項により、
  - 中央放送番組審議会は15人以上
  - 地方放送番組審議会は7人以上
  - 国際放送番組審議会は10人以上
- 任期は放送法令では規定されていないが、2年とするものが多い。
- 開催頻度も規定されてはいないが、キー局・準キー局では月1回とするものが多く、地方局や衛星放送・ケーブルテレビ等の小規模局では半年に1回から数回の頻度で開催されるものが多い。

## 主な審議内容
- 放送番組の試写・試聴と、その感想。
- 放送事業者への意見。
- 視聴者・聴取者からの、放送番組に関する苦情・意見の概要。
- 放送番組の種別及び放送番組の種別ごとの放送時間の報告（民放連加盟のテレビ局のみ）
- 総務省・日本民間放送連盟（加盟局のみ）・放送倫理・番組向上機構（加盟局のみ）等からの、注意・行政指導の報告。
- 過去の答申に対する対応の報告。
- 訂正放送の実施状況。
- 『放送番組基準』・『放送番組の編集に関する基本計画』、『放送番組の種別の基準』（民放連加盟のテレビ局のみ）の設定・変更における諮問。

## 問題点
- 放送事業者は委員を恣意的に任命することができるため、厳しい指摘を行う委員をあらかじめ排除することができる。このため少数の委員が長期に固定されるなど審議会による放送局の自浄作用が低下してしまうことへの懸念がある。
- 放送事業者が任意に選ぶ番組や議題にしたがって審議されるので、実際の放送上の多様な問題点がカバーされにくい。
- 審議会の設置は法的な義務であるが、審議会の意見を放送事業者がどう扱うかについてはまったく放送事業者の自由に委ねられている。
- 審議会は、放送事業者の主催であるが、実際の番組制作や広告を含めた放送は、いわゆる製作・編成等の現場であり、経営層は、現場の自由を可能な限り尊重して容喙しない。したがって、審議の軽視が構造的に二重にある。
- 学識経験者と実際の視聴者の間の意見や態度の差異は考慮されない。
- 委員は放送を試聴できる環境がなくてもよいため、試写・試聴でしか放送番組の質を判断できないことへの懸念がある。
- 番組の質や内容に踏み込むことは少なく、試写・試聴番組の儀式的な合評会に終始しているという意見がある。
- 議事概要の公開義務はあるものの、議事録の公開義務はない。